# Leucohya texana
Leucohya texana es una especie de arácnido del orden Pseudoscorpionida de la familia Bochicidae.

## Distribución geográfica
Se encuentra en Texas (Estados Unidos).